# بنای میرملاس
بنای میرملاس مربوط به اوایل دوره پهلوی است و در خرم‌آباد، ابتدای خیابان حافظ، روبروی خیابان فدائبان اسلام واقع شده و این اثر در تاریخ ۱۸ اردیبهشت ۱۳۸۰ با شمارهٔ ثبت ۳۷۵۱ به‌عنوان یکی از آثار ملی ایران به ثبت رسیده است.